# Markušovce
Markušovce (in ungherese Márkusfalva, in tedesco Marksdorf) è un comune della Slovacchia facente parte del distretto di Spišská Nová Ves, nella regione di Košice.